# Campeonato da Europa de Corta-Mato de 2007
O Campeonato da Europa de Corta-Mato de 2007 foi a  14º edição da competição organizada pela Associação Europeia de Atletismo no dia 9 de dezembro de 2007. Teve como sede Toro na Espanha. 

## Resultados
Esses foram os resultados do campeonato. 

### Sênior masculino individual 10,7 km
| Posição           | Atleta               | Tempo |
| ----------------- | -------------------- | ----- |
| Medalha de ouro   | Serhiy Lebid         | 31:47 |
| Medalha de prata  | Mustafa Mohamed      | 31:56 |
| Medalha de bronze | Rui Silva            | 31:58 |
| 4.                | Erik Sjöqvist        | 32:00 |
| 5.                | José Manuel Martínez | 32:04 |
| 6.                | Jesús España         | 32:05 |
| 7.                | Martin Fagan         | 32:06 |
| 8.                | El Hassan Lahssini   | 32:08 |
| 9.                | Ricardo Ribas        | 32:10 |
| 10.               | José Ríos            | 32:12 |
| 11.               | Andrew Baddeley      | 32:14 |
| 12.               | Alberto García       | 32:16 |

Total 57 competidores.

### Sênior masculino por equipes
| Posição           | Equipe                                                                      | Pontos |
| ----------------- | --------------------------------------------------------------------------- | ------ |
| Medalha de ouro   | Espanha · José Manuel Martínez · Jesús España · José Ríos · Alberto García  | 33     |
| Medalha de prata  | Portugal · Rui Silva · Ricardo Ribas · José Rocha · Leão Carvalho           | 64     |
| Medalha de bronze | França · El Hassan Lahssini · Mokhtar Benhari · Simon Munyutu · Irba Lakhal | 75     |
| 4.                | Reino Unido                                                                 | 81     |
| 5.                | Suécia                                                                      | 83     |
| 6.                | Bélgica                                                                     | 92     |
| 7.                | Irlanda                                                                     | 105    |
| 8.                | Itália                                                                      | 139    |

Total 9 equipes

### Sênior feminino individual 8,2 km
| Posição           | Atleta                    | Tempo |
| ----------------- | ------------------------- | ----- |
| Medalha de ouro   | Marta Domínguez           | 26:58 |
| Medalha de prata  | Julie Coulaud             | 27:01 |
| Medalha de bronze | Rosa Morató               | 27:04 |
| 4.                | Mariya Konovalova         | 27:07 |
| 5.                | Anikó Kálovics            | 27:10 |
| 6.                | Kate Reed                 | 27:10 |
| 7.                | Fionnuala Britton         | 27:20 |
| 8.                | Saadia Bourgailh-Haddioui | 27:25 |
| 9.                | Hayley Yelling            | 27:28 |
| 10.               | Liz Yelling               | 27:31 |
| 11.               | Jessica Augusto           | 27:32 |
| 12.               | Iris Fuentes-Pila         | 27:38 |

Total 46 competidores.

### Sênior feminino por equipes
| Posição           | Equipe                                                                           | Pontos |
| ----------------- | -------------------------------------------------------------------------------- | ------ |
| Medalha de ouro   | Espanha · Marta Domínguez · Rosa Morató · Iris Fuentes-Pila · Alessandra Aguilar | 33     |
| Medalha de prata  | Reino Unido · Kate Reed · Hayley Yelling · Liz Yelling · Helen Clitheroe         | 47     |
| Medalha de bronze | Portugal · Jéssica Augusto · Mónica Rosa · Fernanda Ribeiro · Ana Dias           | 69     |
| 4.                | França                                                                           | 77     |
| 5.                | Irlanda                                                                          | 112    |
| 6.                | Itália                                                                           | 140    |

Total 6 equipes

### Sub-23 masculino individual 8,2 km
| Posição           | Atleta              | Tempo |
| ----------------- | ------------------- | ----- |
| Medalha de ouro   | Kemal Koyuncu       | 24:31 |
| Medalha de prata  | Yevgeniy Rybakov    | 24:33 |
| Medalha de bronze | Andy Vernon         | 24:35 |
| 4.                | Andrea Lalli        | 24:43 |
| 5.                | Stefano La Rosa     | 24:44 |
| 6.                | Stsiapan Rahautsou  | 24:45 |
| 7.                | Artur Kozłowski     | 24:45 |
| 8.                | Łukasz Parszczyński | 24:26 |

Total 77 competidores.

### Sub-23 masculino por equipes
| Posição           | Equipe                                                                                       | Pontos |
| ----------------- | -------------------------------------------------------------------------------------------- | ------ |
| Medalha de ouro   | Reino Unido · Andrew Vernon · Andrew Baker · Ryan McLeod · Thomas Lancashire                 | 52     |
| Medalha de prata  | Polónia · Artur Kozłowski · Łukasz Parszczyński · Arkadiusz Gardzielewski · Radosław Kłeczek | 52     |
| Medalha de bronze | Rússia · Yevgeniy Rybakov · Anatoliy Rybakov · Konstantin Vasilyev · Stepan Kiselev          | 65     |
| 4.                | Turquia                                                                                      | 101    |
| 5.                | França                                                                                       | 105    |
| 6.                | Irlanda                                                                                      | 108    |
| 7.                | Itália                                                                                       | 115    |
| 8.                | Portugal                                                                                     | 131    |

Total 12 equipes

### Sub-23 feminino individual 6,7 km
| Posição           | Atleta             | Tempo |
| ----------------- | ------------------ | ----- |
| Medalha de ouro   | Ancuţa Bobocel     | 22:35 |
| Medalha de prata  | Adrienne Herzog    | 22:37 |
| Medalha de bronze | Katarzyna Kowalska | 22:44 |
| 4.                | Tatyana Shutova    | 22:52 |
| 5.                | Felicity Milton    | 23:02 |
| 6.                | Linda Byrne        | 23:04 |
| 7.                | Marta Romo         | 23:05 |
| 8.                | Katrina Wootton    | 23:08 |

Total 67 competidores

### Sub-23 feminino por equipes
| Posição           | Equipe                                                                                    | Pontos |
| ----------------- | ----------------------------------------------------------------------------------------- | ------ |
| Medalha de ouro   | Reino Unido · Felicity Milton · Katrina Wootton · Katherine Sparke · Susannah Hignett     | 47     |
| Medalha de prata  | Rússia · Tatyana Shutova · Alina Alekseyeva · Natalya Starkova · Irina Sergeyeva          | 55     |
| Medalha de bronze | Polónia · Katarzyna Kowalska · Dominika Główczewska · Marta Wojtkuńska · Agnieszka Ciołek | 58     |
| 4.                | Bélgica                                                                                   | 82     |
| 5.                | Espanha                                                                                   | 108    |
| 6.                | Irlanda                                                                                   | 129    |
| 7.                | Itália                                                                                    | 139    |
| 8.                | Portugal                                                                                  | 152    |

Total 11 equipes

### Júnior masculino individual 6,7 km
| Posição           | Atleta               | Tempo |
| ----------------- | -------------------- | ----- |
| Medalha de ouro   | Mourad Amdouni       | 20:08 |
| Medalha de prata  | Florian Carvalho     | 20:11 |
| Medalha de bronze | Dmytro Lashyn        | 20:16 |
| 4.                | David Forrester      | 20:21 |
| 5.                | Lee Carey            | 20:22 |
| 6.                | Sondre Nordstad Moen | 20:23 |
| 7.                | Mohamed Elbendir     | 20:24 |
| 8.                | Hassan Chahdi        | 20:25 |

Total 89 competidores

### Júnior masculino por equipes
| Posição           | Equipe                                                                        | Pontos |
| ----------------- | ----------------------------------------------------------------------------- | ------ |
| Medalha de ouro   | França · Mourad Amdouni · Florian Carvalho · Hassan Chahdi · Younes el Haddad | 29     |
| Medalha de prata  | Reino Unido · David Forrester · Lee Carey · Ben Lindsay · Mitch Goose         | 48     |
| Medalha de bronze | Alemanha · Alexander Hahn · Florian Orth · Rico Schwarz · Thorsten Baumeister | 57     |
| 4.                | Turquia                                                                       | 87     |
| 5.                | Espanha                                                                       | 124    |
| 6.                | Itália                                                                        | 130    |
| 7.                | Irlanda                                                                       | 136    |
| 8.                | Ucrânia                                                                       | 144    |

Total 14 equipes

### Júnior feminino individual 4,2 km
| Posição           | Atleta           | Tempo |
| ----------------- | ---------------- | ----- |
| Medalha de ouro   | Stephanie Twell  | 14:12 |
| Medalha de prata  | Danuta Urbanik   | 14:21 |
| Medalha de bronze | Charlotte Purdue | 14:22 |
| 4.                | Charlotte Roach  | 14:27 |
| 5.                | Olha Skrypak     | 14:28 |
| 6.                | Emily Pidgeon    | 14:31 |
| 7.                | Joana Costa      | 14:32 |
| 8.                | Joanne Harvey    | 14:32 |

Total 87 competidores.

### Júnior feminino por equipes
| Posição           | Equipe                                                                                   | Pontos |
| ----------------- | ---------------------------------------------------------------------------------------- | ------ |
| Medalha de ouro   | Reino Unido · Stephanie Twell · Charlotte Purdue · Charlotte Roach · Emily Pidgeon       | 14     |
| Medalha de prata  | Rússia · Marina Gordeyeva · Alfiya Khasanova · Natalya Novichkova · Yekaterina Gorbunova | 50     |
| Medalha de bronze | Ucrânia · Olha Skrypak · Viktoriya Pohorelska · Lyudmyla Kovalenko · Anna Mihel          | 57     |
| 4.                | Polónia                                                                                  | 67     |
| 5.                | Irlanda                                                                                  | 124    |
| 6.                | Portugal                                                                                 | 142    |
| 7.                | França                                                                                   | 151    |
| 8.                | Espanha                                                                                  | 162    |

Total 13 equipes

## Quadro de medalhas
| Ordem  | País          | Medalha de ouro | Medalha de prata | Medalha de bronze | Total |
| ------ | ------------- | --------------- | ---------------- | ----------------- | ----- |
| 1      | Reino Unido   | 4               | 2                | 2                 | 8     |
| 2      | Espanha       | 3               | 0                | 1                 | 4     |
| 3      | França        | 2               | 2                | 1                 | 5     |
| 4      | Ucrânia       | 1               | 0                | 2                 | 3     |
| 5      | Roménia       | 1               | 0                | 0                 | 1     |
| 5      | Turquia       | 1               | 0                | 0                 | 1     |
| 7      | Rússia        | 0               | 3                | 1                 | 4     |
| 8      | Polónia       | 0               | 2                | 2                 | 4     |
| 9      | Portugal      | 0               | 1                | 2                 | 3     |
| 10     | Países Baixos | 0               | 1                | 0                 | 1     |
| 10     | Suécia        | 0               | 1                | 0                 | 1     |
| 12     | Alemanha      | 0               | 0                | 1                 | 1     |
| Totale | Totale        | 12              | 12               | 12                | 36    |